# Felső-Trák-alföld
A Felső-Trák-alföld (bolgárul: Горнотракийска низина) síkság Bulgária déli részén. Az ország és egyben a Balkán-félsziget legnagyobb alföldje: hosszúsága 180 km, szélessége 50 km, területe 6032 km². Geológiailag árteres, jégkori teraszokkal tarkított feltöltött medencetérség. Legfőbb folyója a Marica. Éghajlata mérsékelt, enyhe, esős telekkel és meleg, száraz nyarakkal; az Orosz-síkság felől érkező hideg szeleknek útját állja a Balkán-hegység.
1960. július 13. óta az ország öt hivatalos borvidékének egyike. Éghajlati adottságai kedvezőek a vörösbortermelés számára. A helyi fajták közül a mavrud és a pamid, a világfajták közül a merlot, a cabernet sauvignon és a muskotály jellemző. Az alföld fontosabb települései közé tartozik Plovdiv, Burgasz, Sztara Zagora, Pazardzsik, Aszenovgrad, Haszkovo, Jambol és Szliven.